# Vasile-Florin Stamatian
Vasile-Florin Stamatian (n. 17 mai 1952

) este un deputat român, ales în 2016. 